# Pradillo
Pradillo település Spanyolországban, La Rioja autonóm közösségben.  Lakosainak száma 64 fő (2024).

## Népesség
A település népessége az elmúlt években az alábbi módon változott:
| Lakosok száma | 86   | 67   | 79   | 68   | 67   | 59   | 59   | 75   | 65   | 64   |
|               | 2001 | 2004 | 2007 | 2009 | 2012 | 2014 | 2017 | 2019 | 2022 | 2024 |